# Vita Penezić
Vita Penezić (* 17. Oktober 2006 in Zagreb) ist eine kroatische Leichtathletin, die sich auf den Sprint spezialisiert hat.

## Sportliche Laufbahn
Erste internationale Erfahrungen sammelte Vita Penezić im Jahr 2022, als sie bei den U20-Balkan-Hallenmeisterschaften in Belgrad in 7,81 s den achten Platz im 60-Meter-Lauf belegte und mit der kroatischen 4-mal-400-Meter-Staffel in 3:51,51 min auf Rang sechs gelangte. Im Juni gewann sie bei den U18-Balkan-Meisterschaften in Bar in 11,72 s die Bronzemedaille im 100-Meter-Lauf und siegte in 47,17 s in der 4-mal-100-Meter-Staffel. Anschließend schied sie bei den U18-Europameisterschaften in Jerusalem mit 11,90 s im Halbfinale über 100 Meter aus und verpasste mit der Sprintstaffel (1000 Meter) mit 2:14,85 min den Finaleinzug. Daraufhin sicherte sie sich beim Europäischen Olympischen Jugendfestival (EYOF) in Banská Bystrica in 11,81 s die Silbermedaille über 100 Meter. Im Jahr darauf belegte sie bei der 2. Liga der Team-Europameisterschaft, die im Zuge der Europaspiele in Chorzów stattfanden, in 11,72 s den fünften Platz im B-Lauf über 100 Meter und wurde mit der 4-mal-100-Meter-Staffel in 45,48 s Sechste. Im Juli belegte sie beim EYOF in Maribor in 11,96 s den sechsten Platz über 100 Meter und gelangte mit der Sprintstaffel mit 2:11,97 min auf Rang acht. Daraufhin kam sie bei den U20-Europameisterschaften in Jerusalem mit 11,81 s nicht über den Vorlauf über 100 Meter hinaus. 2024 gewann sie bei den U20-Balkan-Hallenmeisterschaften in Belgrad in 7,46 s die Bronzemedaille über 60 Meter und im Jahr darauf verpasste sie bei den U20-Balkan-Hallenmeisterschaften in Sofia mit 7,56 s den Finaleinzug. Im Juni gelangte sie bei der 2. Liga der Team-Europameisterschaft in Maribor mit 12,14 s auf den achten Platz im B-Lauf über 100 Meter und wurde mit der 4-mal-100-Meter-Staffel in 45,03 s Sechste im B-Lauf. Anschließend gewann sie bei den U20-Balkan-Meisterschaften in Craiova in 11,64 s die Bronzemedaille über 100 Meter und siegte in 45,99 s im Staffelbewerb. Im August schied sie bei den U20-Europameisterschaften in Tampere mit 12,23 s im Halbfinale über 100 Meter aus und verpasste mit der 4-mal-100-Meter-Staffel mit 47,31 s den Finaleinzug.
In den Jahren 2022 und 2023 wurde Penezić kroatische Meisterin im 100-Meter-Lauf sowie 2023 auch in der 4-mal-400-Meter-Staffel und 2023 und 2025 in der 4-mal-200-Meter-Staffel. In der Halle wurde sie 2024 Hallenmeisterin im 60-Meter-Lauf sowie von 2023 bis 2025 in der 4-mal-200-Meter-Staffel und 2024 in der 4-mal-400-Meter-Staffel.

## Persönliche Bestleistungen
- 100 Meter: 11,64 s (+1,4 m/s), 13. Juli 2025 in Craiova
  - 60 Meter (Halle): 7,46 s, 4. Februar 2024 in Belgrad